# 제27보병여단
제27보병여단(27th Infantry Brigade)은 영국 육군의 여단으로 제1차 세계 대전, 제2차 세계 대전, 6.25 전쟁 동안 존재했었다. 한국 전쟁 당시에는 영국 연방 제27여단(27th British Commonwealth Brigade)으로도 알려져 있었다.

## 역사

### 제1차 세계 대전
1917년에 창설되었으며, 당시에는 제9스코틀랜드 사단의 일부였다. 1차대전에는 서부전선에 투입되어 독일군과 전투를 하였다.

### 제2차 세계 대전
1939년 창설된 제9하일랜드사단의 일원으로 배정되어 재소집되었다. 얼마 지나지 않아 사단이 프랑스 공방전에서 항복하면서 사라진 제51하일랜드사단으로 서수가 재할당되면서, 여단 또한 제153보병여단으로 바뀌었다.

### 한국 전쟁
1948년 홍콩에 보내어져 재편되었다. 1950년 한국 전쟁이 터진 뒤, 부산 교두보 전투에 잠시 참가하였다가, 8월 29일에 UN군과 연계하여 인천 상륙 작전에 참가하였다. 
9월 즈음에 오스트레일리아 왕립 연대 제3대대(3 RAR)와 프린세스 패트리샤 캐나다 경보병연대 제2대대가 12월에 여단에 배속되었으며, 그 외 연방의 여러 지원 부대가 모여들었다. 중국인민지원군이 한반도에 들어와 전쟁에 끼어들게 되면서, 압록강에서 물러나 서울에 집결했지만 1월 4일에 후퇴해야 했다.1951년 국제 연합 사령부로 소속이 바뀌었다. 1월 뉴질랜드 제16포병연대가 참전하였다. 
여단은 가평 전투와 글로스터 고지 전투로 중공군 제20군을 저지하는 것을 마지막으로 4월 27일에 제28영연방보병여단으로 개칭하였으며, 제28여단은 그 해 7월에 창설된 제1영연방사단의 일원이 되었다.

## 부대의 편성 및 배치

### 1939년 ~ 1940년
- 블랙 와치 제5대대
- 더 고든 하이랜더스
  - 제1대대
  - 제7대대
  - 제9대대

### 1948년
- 레이체스터셔 연대, 제1대대
- 미들섹스 연대, 제1대대; 1948년 ~ 1951년 4월 27일
- 에르길과 셔터랜드 하이랜더스, 제1대대; 1948년 ~ 1951년 4월 27일
- 프린세트 패트리샤 캐나다 경보병연대; 1950년 12월 ~ 1951년 4월 27일
- 오스트레일리아 왕립 연대 제3대대; 1950년 9월 ~ 1951년 4월 27일
- 뉴질랜드 제16포병연대; 1951년 1월 ~ 4월 27일
- 제60인도야전응급대대

### 1950년
- 미들섹스 연대 제1대대
- 에르길과 셔터랜드 하이랜더스
- 프린세트 패트리샤 캐나다 경보병연대대, 2대대; 1950년 12월 ~ 1951년 4월
- 오스트레일리아 왕립 연대 제3대대; 1950년 9월 ~ 1951년 4월
- 뉴질랜드 제16포병연대 제16야전연대; 1951년 1월 ~ 1951년 4월
- 제60낙하산야전앰블런스